# Kurt Schindler
Kurt Schindler (Berlín, Imperi Alemany, 17 de febrer de 1882 - Nova York, Estats Units, 16 de gener de 1936) fou un compositor i director d'orquestra alemany.
Estudià composició amb Bussler, Gernsheim i Thuille en la seva ciutat natal i a Múnic, i aprenent a la perfecció el piano com a deixeble de Conrad Ansorge. Als vint anys començà la seva carrera de director d'òpera a Stuttgart: després fou director auxiliar de Richard Strauss a l'Òpera de Berlín, i el 1905 es traslladà a Nova York, on fou segon director del teatre Metropolitan.
L'any 1910 fundà en aquella capital la societat coral Mac Dowell Club Chorus, que més tard s'anomenà Schola Cantorum, la qual actuà notablement i amb gran èxit, incloent en els seus programes de concert les obres dels grans mestres de la polifonia i les cançons populars dels països que les havien adaptades al seu cant coral, singularment les de Rússia i Espanya, sentint predilecció, quant a les d'Espanya, per la música catalana.
Restà diverses vegades en el nostre país, i en ocasió de trobar-se a Barcelona quan se celebrava la IX Festa de la Música Catalana (1922) fou nomenat president del Jurat i va córrer al seu càrrec el discurs tradicional d'obertura, que pronuncià correctament en català.
Havia recollit i adaptat nombroses cançons russes.